# オウム真理教に関する報道特別番組
オウム真理教に関する報道特別番組は、1995年3月20日に発生した地下鉄サリン事件から同年5月16日にオウム真理教教祖の松本智津夫（麻原彰晃）が逮捕されるまで、ゴールデンタイムを中心に放送された報道特別番組の一種である。各テレビ局はこれらを「緊急報道スペシャル」や「緊急スペシャル」などと銘打って放送し、また松本の逮捕後も、初公判や判決の中継などを報道特番で放送した。

## 各テレビ局の緊急特番一覧

### NHK
| 放送日時                    | サブタイトル                                                   | 出演者   |
| --------------------------- | -------------------------------------------------------------- | -------- |
| 1995年4月16日 21:00 - 21:59 | NHKスペシャル「オウム真理教～暴かれた＂王国＂の軌跡」          | 川端義明 |
| 1995年5月17日 20:00 - 21:29 | NHKスペシャル「オウム真理教・暴走の軌跡」                      | 川端義明 |
| 2018年7月8日 21:00 - 21:49  | NHKスペシャル「オウム 獄中の告白～死刑囚たちが明かした真相～」 |          |

### 日本テレビ
| 放送日時                    | サブタイトル                                                                 | 出演者                                                                                       |
| --------------------------- | ---------------------------------------------------------------------------- | -------------------------------------------------------------------------------------------- |
| 1995年4月17日 21:00 - 22:54 | 緊急スペシャル!! オウム真理教の世界戦略とサリン事件の謎今夜真相に迫る!       | 草野仁・木村優子・江川紹子・有田芳生・河上和雄・常石敬一・上祐史浩・村井秀夫・カイルオルソン |
| 1995年4月18日 19:00 - 20:54 | 崩壊!?オウム帝国                                                             |                                                                                              |
| 1995年4月25日 19:00 - 20:54 | オウム帝国崩壊への最終章・・・Xデーに列島緊迫!                               |                                                                                              |
| 1995年5月1日 21:00 - 22:54  | 緊急報道スペシャル オウム帝国と最終戦争スクープ4連発                         |                                                                                              |
| 1995年5月16日 5:00 - 5:59   | きょうXデー麻原代表逮捕へ                                                    |                                                                                              |
| 1995年5月16日 9:54 - 11:30  | 麻原逮捕へ                                                                   |                                                                                              |
| 1995年5月16日 17:00 - 19:00 | NNNニュースプラス1特報!!                                                     |                                                                                              |
| 1995年5月16日 21:10 - 23:04 | NNN緊急報道スペシャル 麻原容疑者殺人容疑で逮捕! 史上空前の厳戒護送作戦全記録 |                                                                                              |
| 2004年2月27日 9:55 - 11:25  | NNN報道特別番組 判決の日 オウム教祖の実像                                    | 真山勇一・豊田順子                                                                           |

### テレビ朝日
| 放送日時                    | サブタイトル                                     | 出演者 |
| --------------------------- | ------------------------------------------------ | ------ |
| 1995年5月16日 5:00 - 8:00   | オウム真理教麻原教祖逮捕へ                       |        |
| 1995年5月16日 8:00 - 9:55   | スーパーモーニング緊急速報 麻原教祖まもなく逮捕! |        |
| 1995年5月16日 9:55 - 11:30  | オウム真理教麻原教祖逮捕                         |        |
| 1995年5月16日 12:00 - 16:55 | オウム真理教麻原教祖逮捕                         |        |
| 1995年5月16日 17:00 - 19:00 | ステーションEYE オウム緊急スペシャル             |        |
| 1995年5月16日 19:00 - 20:54 | 麻原教祖取り調べオウム事件解明へ                 |        |

### TBS
| 放送日時                    | サブタイトル                                           | 出演者                                  |
| --------------------------- | ------------------------------------------------------ | --------------------------------------- |
| 1995年5月16日 5:00 - 10:00  | 麻原教祖逮捕へ                                         |                                         |
| 1995年5月16日 10:00 - 14:00 | 麻原教祖逮捕                                           |                                         |
| 1995年5月16日 15:55 - 17:00 | オウム麻原代表逮捕                                     |                                         |
| 1995年5月16日 17:00 - 19:00 | オウム麻原代表逮捕!! ニュースの森緊急特集              |                                         |
| 1995年5月16日 19:00 - 20:54 | 緊急報道スペシャル 麻原代表を逮捕 オウム真理教最後の日 |                                         |
| 1995年5月16日 21:00 - 0:30  | 筑紫哲也&立花隆スペシャル 麻原代表遂に逮捕             |                                         |
| 2004年2月27日 8:30 - 11:25  | 裁かれる沈黙の教祖～オウム・松本智津夫被告判決         | ゲスト - 佐木隆三                       |
| 2004年2月27日 14:50 - 16:50 | 裁かれる沈黙の“教祖”～松本智津夫被告に判決             | キャスター - 小川知子 ゲスト:佐木隆三   |
| 2004年2月27日 16:50 - 18:55 | JNNニュースの森緊急特集 “教祖”に死刑判決               | キャスター - 小川知子 ゲスト - 佐木隆三 |

### テレビ東京
| 放送日時                    | サブタイトル                                                               | 出演者 |
| --------------------------- | -------------------------------------------------------------------------- | ------ |
| 1995年5月16日 5:00 - 6:30   | ついにXデー麻原教祖逮捕へ                                                  |        |
| 1995年5月16日 7:25 - 10:00  | ついにXデー麻原教祖逮捕へ                                                  |        |
| 1995年5月16日 12:00 - 15:30 | オウム麻原教祖逮捕!                                                        |        |
| 1995年5月16日 19:00 - 20:54 | 火曜ゴールデンワイド 緊急報道スペシャル 麻原教祖ついに逮捕オウム帝国大崩壊 |        |

### フジテレビ
| 放送日時                    | サブタイトル                                                                                   | 出演者                       |
| --------------------------- | ---------------------------------------------------------------------------------------------- | ---------------------------- |
| 1995年4月14日 19:00 - 20:54 | 厳戒列島・サリンとオウム真理教の疑惑                                                           |                              |
| 1995年4月19日 21:00 - 22:52 | 緊急報道スペシャル                                                                             | 露木茂・安藤優子             |
| 1995年4月21日 21:30 - 23:22 | FNN緊急スペシャル 緊迫列島!オウム王国に最終Xデー迫る!                                          | 露木茂・吉崎典子             |
| 1995年5月2日 19:00 - 20:54  | 麻原教祖包囲網発見・王国捜査最終章                                                             |                              |
| 1995年5月6日 20:00 - 22:54  | 崩壊オウム王国!麻原教祖絶体絶命                                                                |                              |
| 1995年5月12日 21:00 - 22:54 | 崩壊オウム王国!麻原教祖疑惑の原点                                                              |                              |
| 1995年5月16日 5:00 - 11:30  | 麻原教祖まもなく逮捕!!                                                                         | 露木茂・八木亜希子           |
| 1995年5月16日 12:00 - 14:00 | オウム麻原容疑者ついに逮捕                                                                     |                              |
| 1995年5月16日 14:05 - 18:00 | オウム麻原容疑者ついに逮捕                                                                     |                              |
| 1995年5月16日 19:00 - 23:00 | FNN緊急総力スペシャル 麻原教祖に裁きの手! オウム王国滅亡への序曲                               |                              |
| 2004年2月27日 15:00 - 16:59 | FNN報道特別番組 オウム教祖・松本智津夫被告に極刑か?                                            | 安藤優子・木村太郎           |
| 2012年6月15日 21:00 - 22:52 | 金曜プレステージ 「緊急生放送スペシャル “オウム最後の手配犯”ついに逮捕〜オウム手配犯逮捕SP〜」 | 三宅正治・伊藤利尋           |
| 2018年7月6日 19:57 - 21:55  | 緊急スペシャル 教祖麻原ら7人死刑執行 日本が震えたオウム事件の"真実"                            | 安藤優子・伊藤利尋・須田哲夫 |

## エピソード
- 当時オウム真理教を巡っては、このような報道特別番組以外にもワイドショーでも多数の報道が行われており、その結果TBS『ブロードキャスター』で放送されていた人気企画『お父さんのためのワイドショー講座』の1995年ワイドショー年間放送時間ランキングでは、オウム真理教関連の報道が2位（阪神・淡路大震災）以下を圧倒的に引き離す1位となった。特に松本の逮捕を含む1995年5月第3週の週間放送時間ランキングでは、ワイドショーがオウム以外の報道をほとんど行わなかったため、ランキング4位以下が測定不能となる異例の事態となった。
- 松本の逮捕や判決が出された瞬間、NHK以外の民放テレビ局は「麻原容疑者逮捕」や「松本被告に死刑判決」などと大きくテロップ表示して伝えた。